# شهرستان کاراگینسکی
شهرستان کاراگینسکی (به لاتین: Karaginsky District) یک شهرستان در روسیه است که در ناحیه خودگردان کوریاک واقع شده‌است.